# Pantanos de Centla

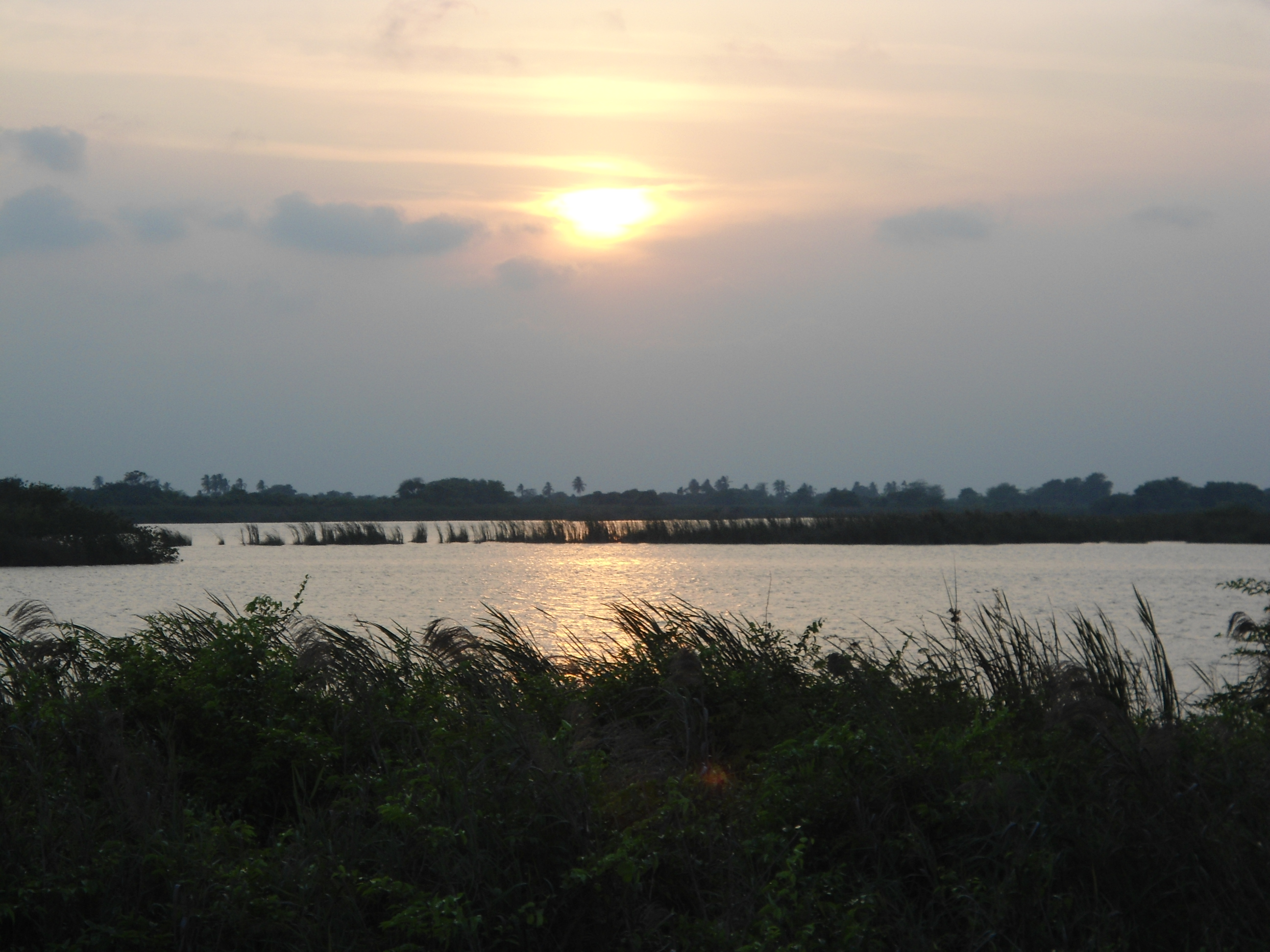
Pantanos de Centla

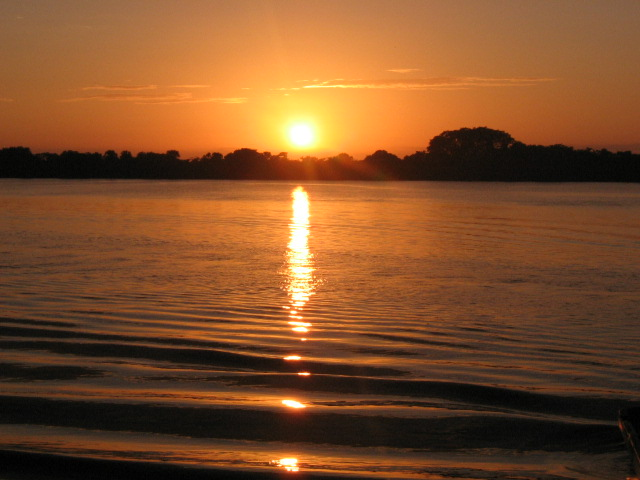
Pantanos de Centla

Die Pantanos de Centla (span.: pantano = 'Sumpf') sind ein weiträumiges Sumpfgebiet im gemeinsamen Mündungsbereich des Río Usumacinta und des Rio Grijalva im Bundesstaat Tabasco im Südosten Mexikos. Seit 1992 ist das Gebiet als Biosphärenreservat ausgewiesen und unter Schutz gestellt; es steht auf einer Vorschlagsliste für die Anerkennung als UNESCO-Weltnaturerbe.

## Geographie
Die Pantanos de Centla sind entstanden durch jahrtausendelange Erd- und Sandablagerungen der drei Mündungsarme des Rio Usumacinta und seiner Nebenflüsse, vor allem des Río Grijalva. Das sumpfige Schwemmland liegt im Mittel nur etwa 10 Meter über dem Meeresspiegel und hat eine Fläche von etwa 300.000 Hektar – damit macht es ca. 12,3 % der Gesamtfläche des Bundesstaates Tabasco aus.

## Klima
Das Klima ist subtropisch feucht mit einer Durchschnittstemperatur von 25,9°. Im Winterhalbjahr sowie in den Monaten Mai und Juni fällt der meiste Regen; in den Monaten März/April und Juli/August ist es normalerweise vergleichsweise trocken.

## Flora
Schilf, Mangroven und andere Wasserpflanzen wie Wasserhyazinthen (Eichhornia crassipes), Wasserlinsen (Lemna minor), Seerosen (Nymphaea odorata) etc. machen den größten Teil der Flora aus; daneben finden sich Palmengewächse wie die Guanopalme (sabal mexicana) es gibt jedoch auch kleinere landwirtschaftlich genutzte Flächen.

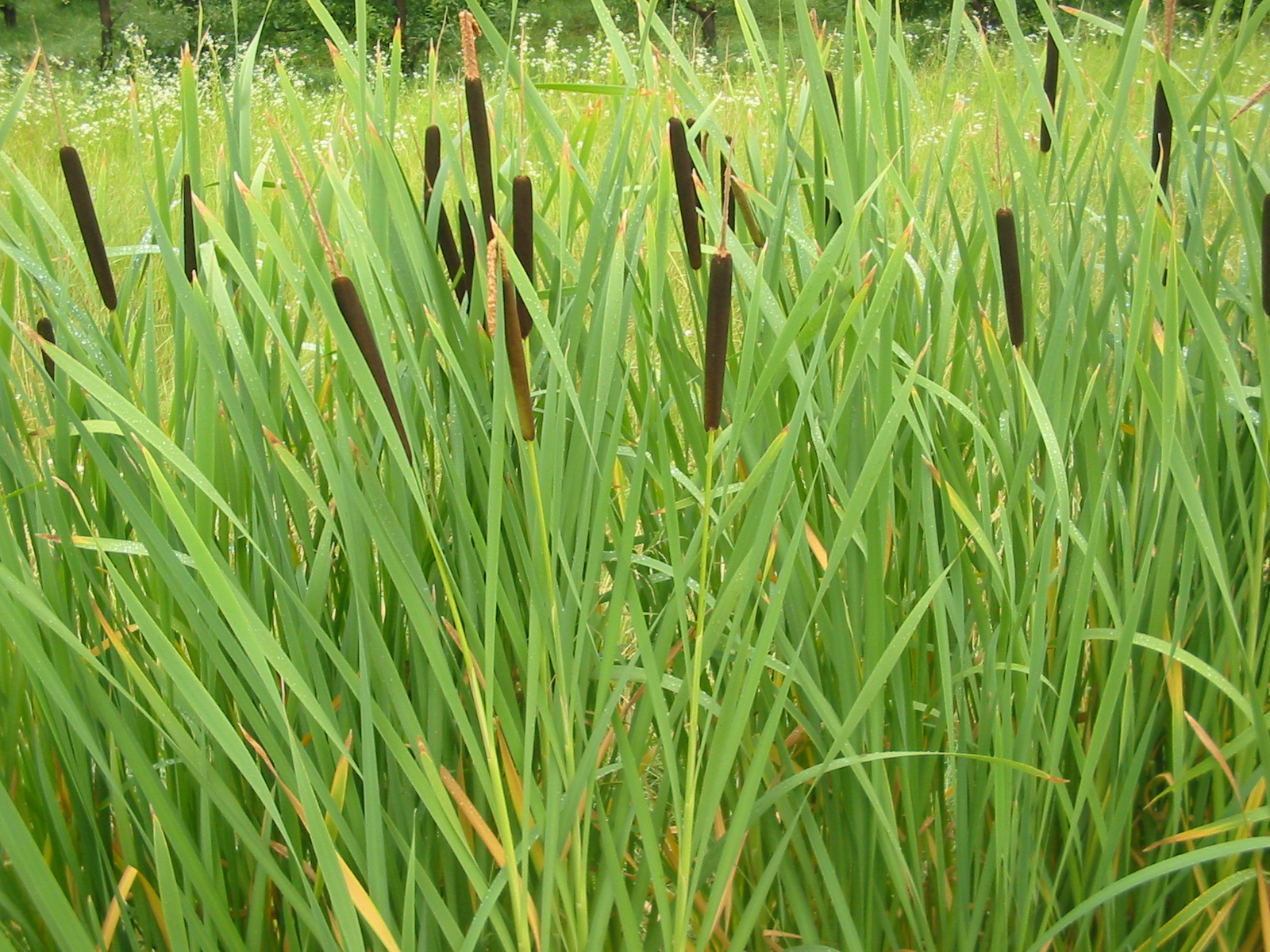
Schilf (Typha latifolia)
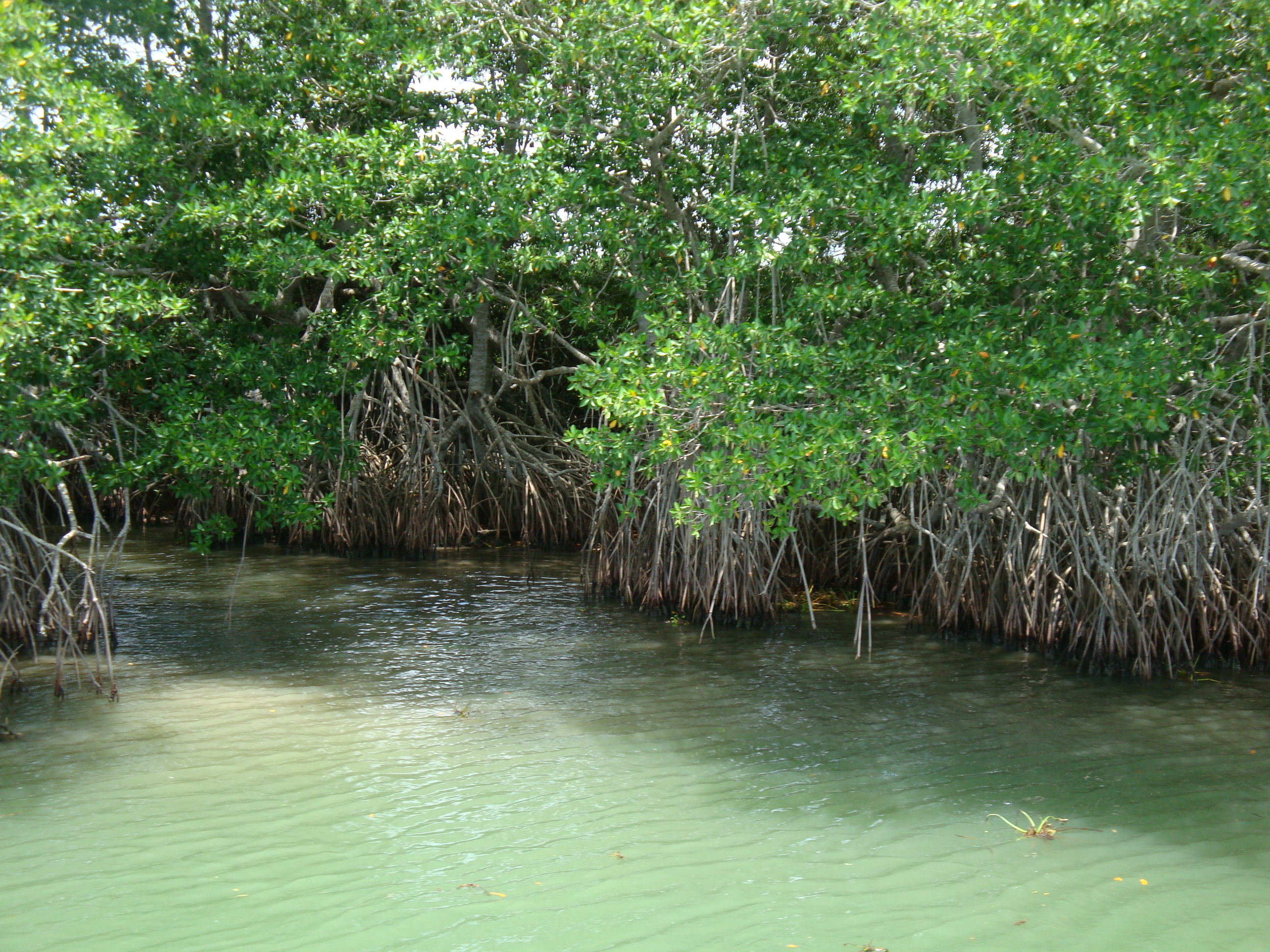
Mangroven
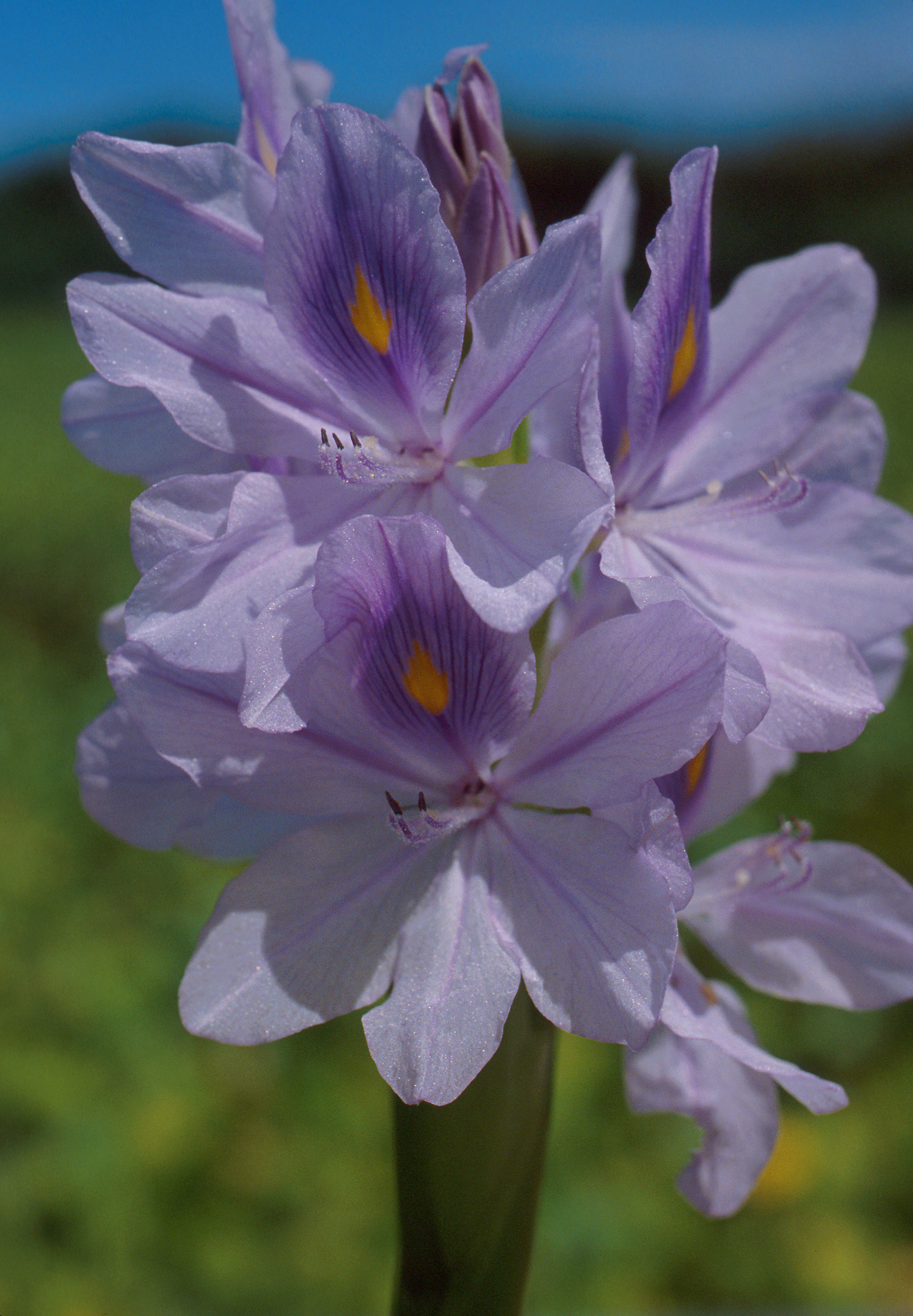
Wasserhyazinthe (Eichhornia crassipes)
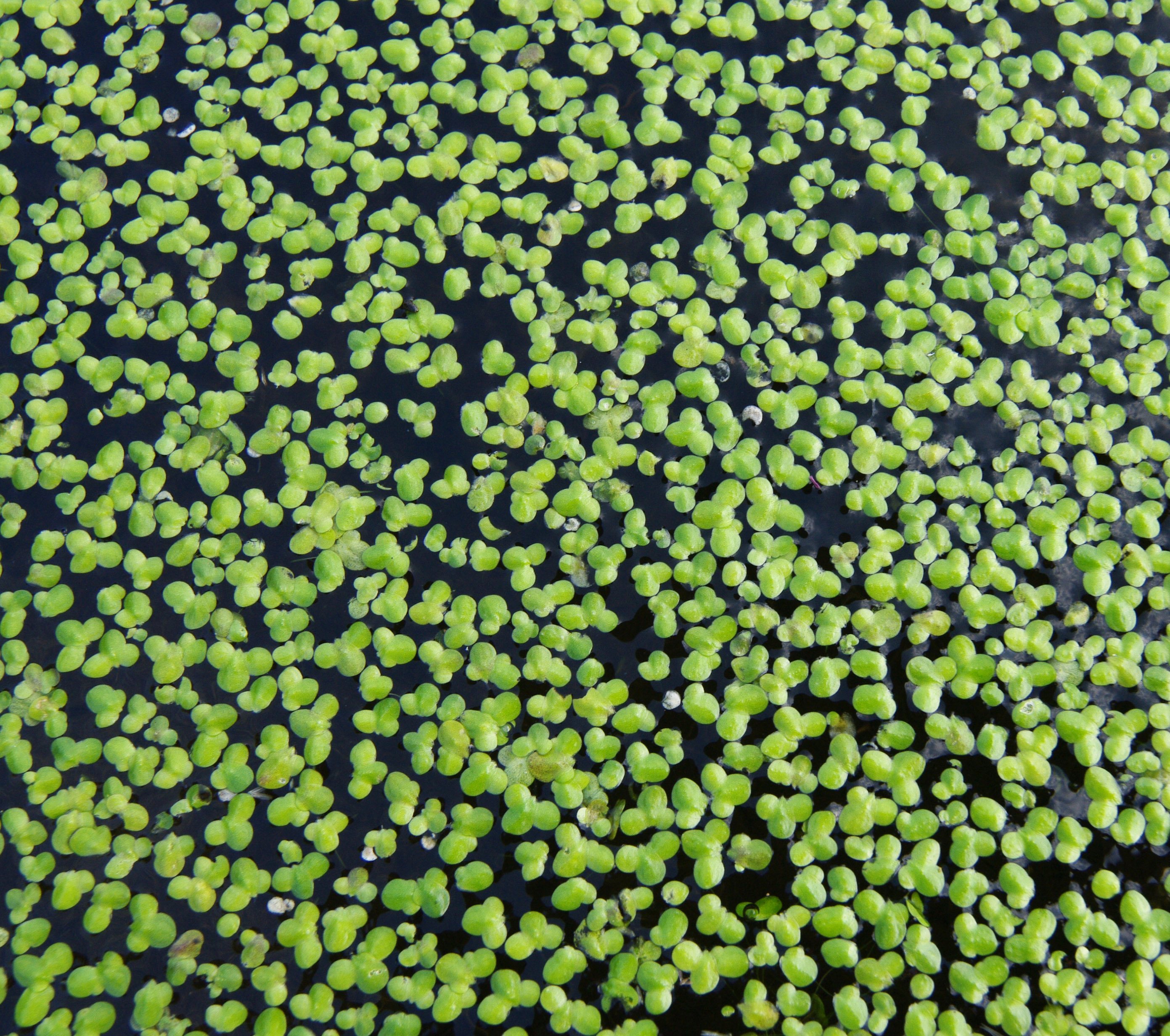
Wasserlinsen (Lemna minor)
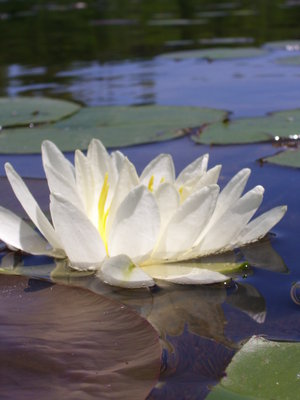
Seerosenblüte (Nymphaea odorata)
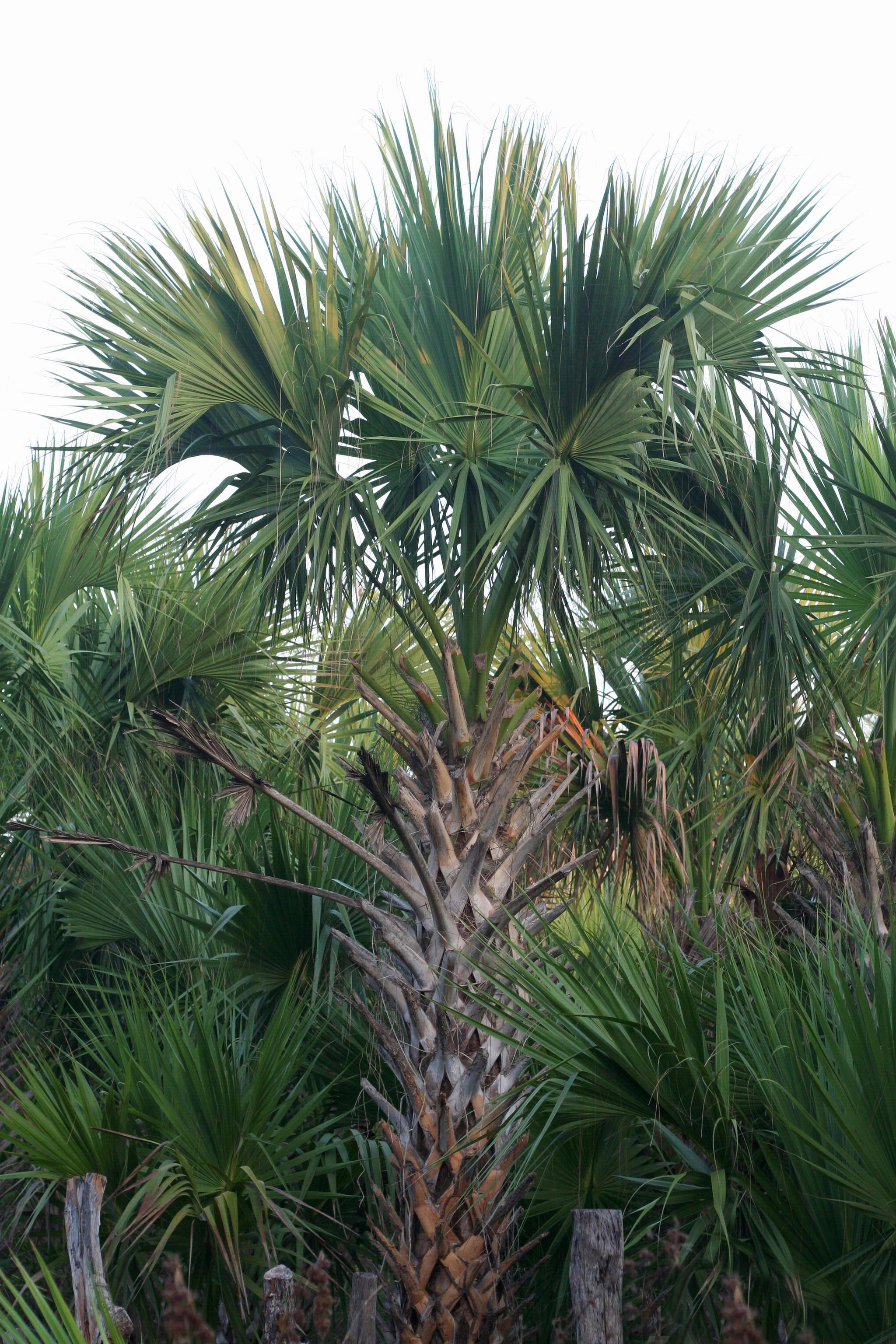
Guanopalme (Sabal mexicana)

## Fauna
Das Sumpfgebiet der Pantanos de Centla ist einer der letzten weitgehend naturbelassenen Lebensräume für verschiedene Krokodil-, Leguan- und Schildkrötenarten etc. Doch vor allem Vögel – darunter auch der in Mexiko nur selten anzutreffende Jabiru sowie verschiedene Reiherarten, Fischadler und Wanderfalken – finden Nahrung (Fische, Frösche, Eidechsen etc.) und Brutplätze im Reservat. Als Säugetiere sind zu nennen: Brüllaffen, Klammeraffen, Jaguar, Ozelot, Agutis, Manatis sowie diverse Kleinsäuger. Unter den vielen Fischarten ist der nur in Amerika bekannte Knochenhecht hervorzuheben.

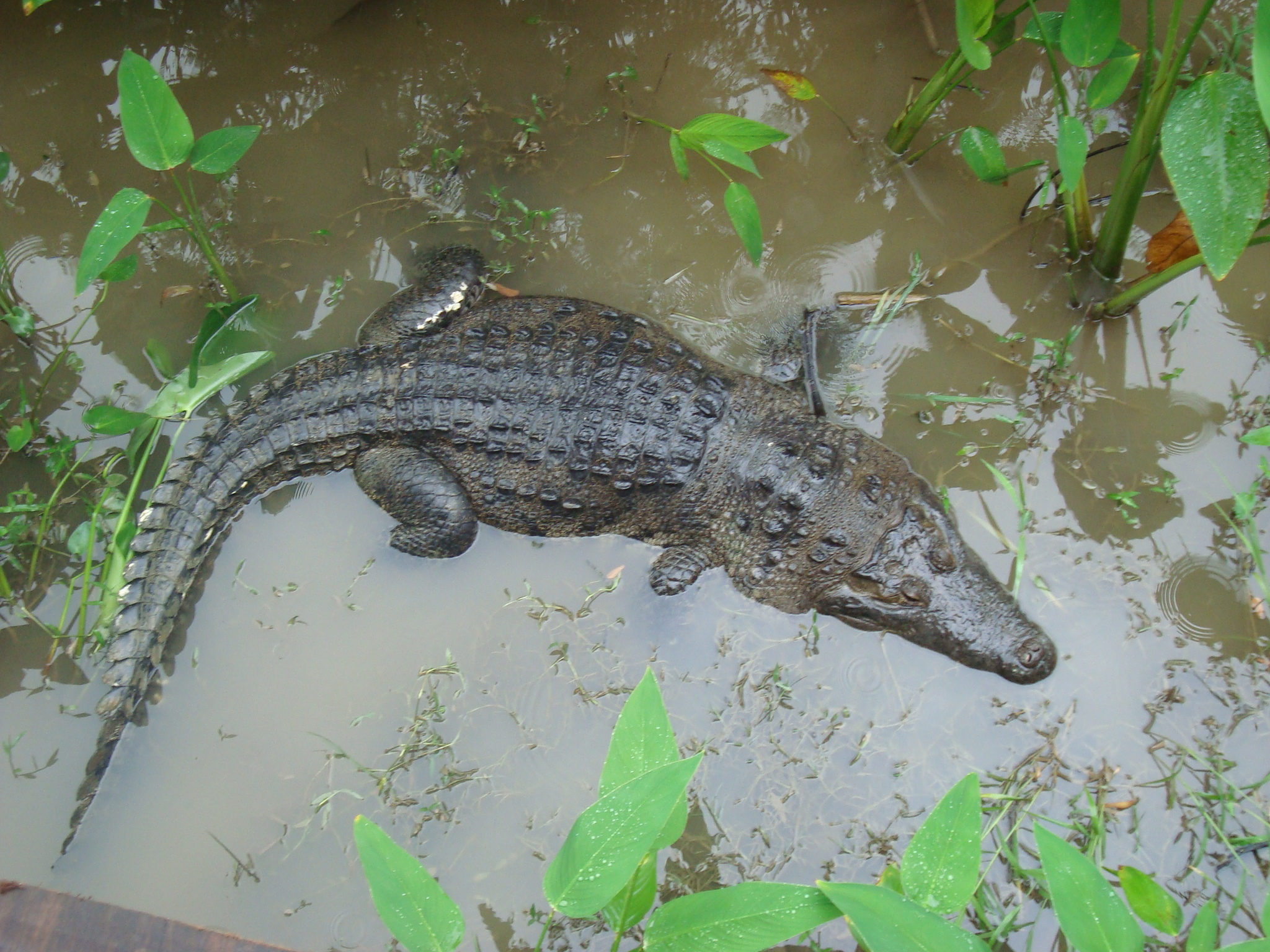
Beulenkrokodil
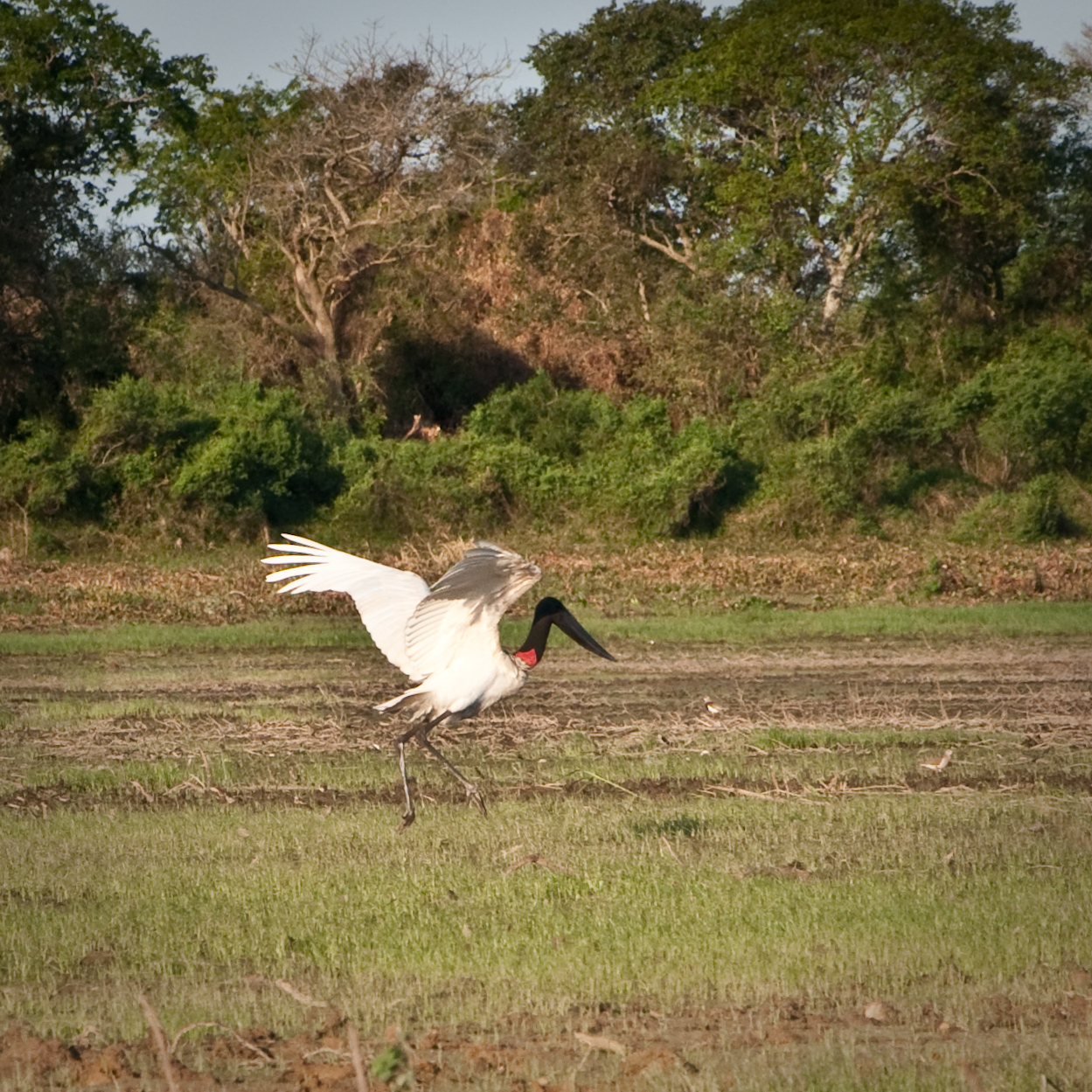
Jabiru
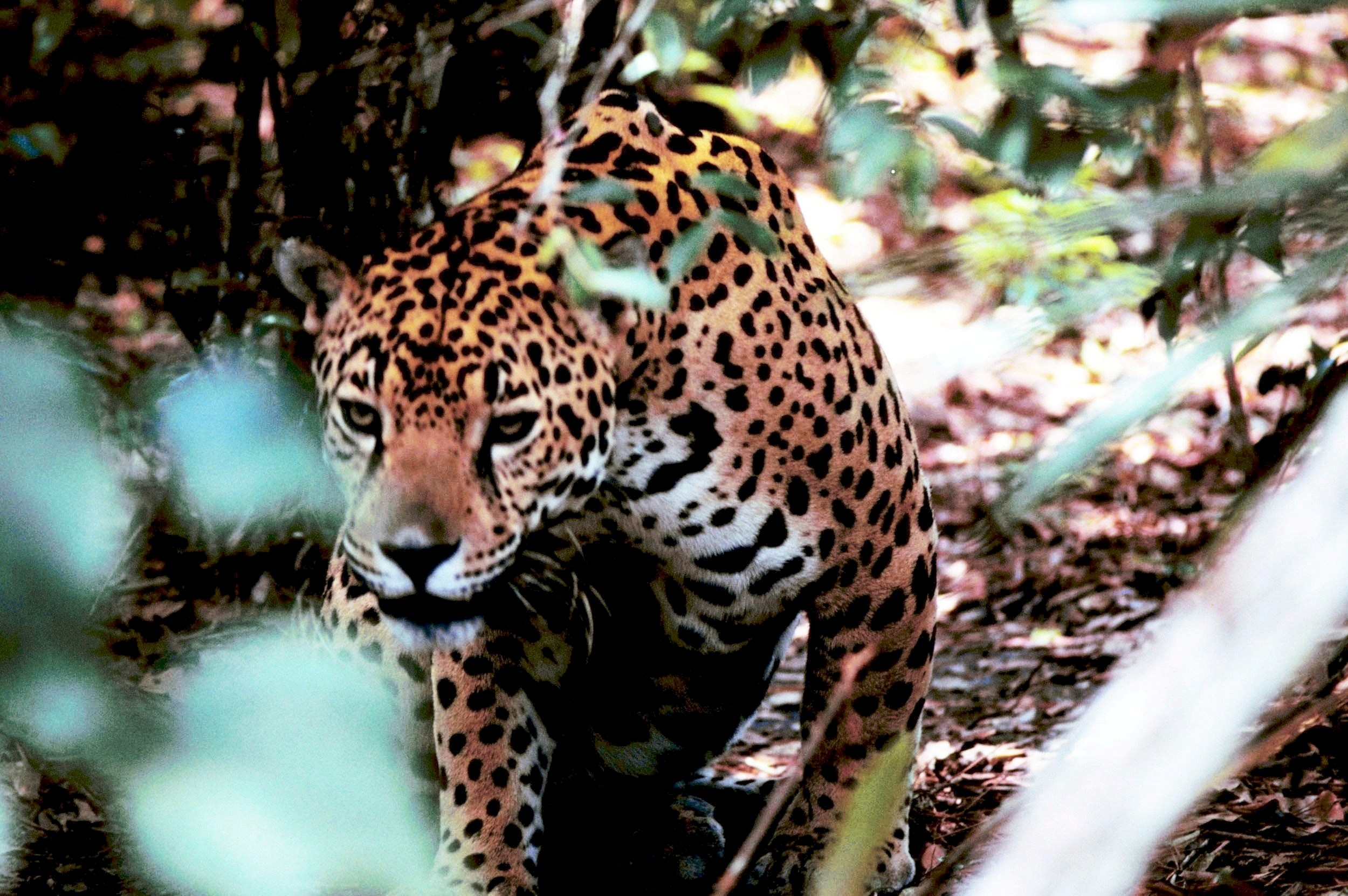
Jaguar
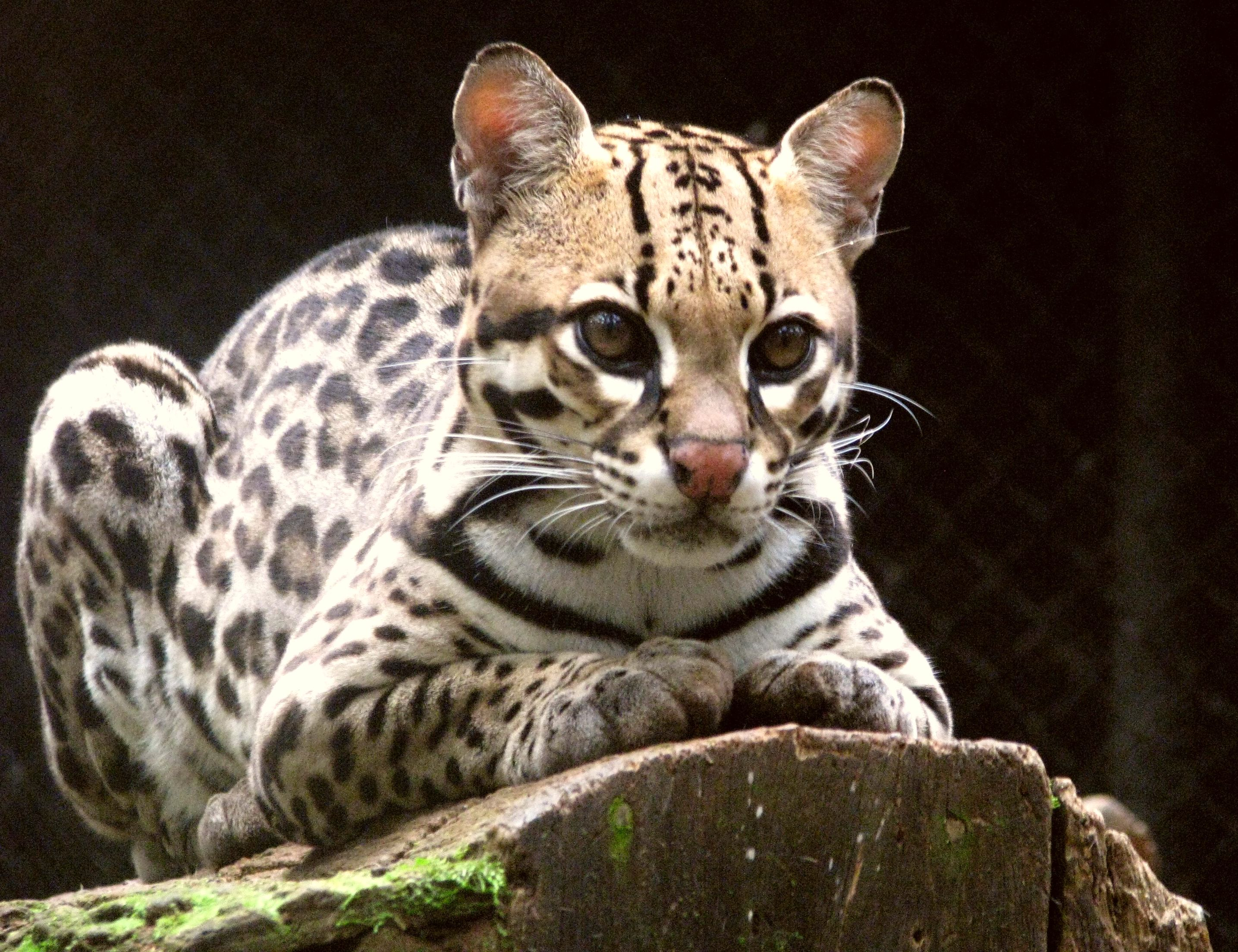
Ozelot
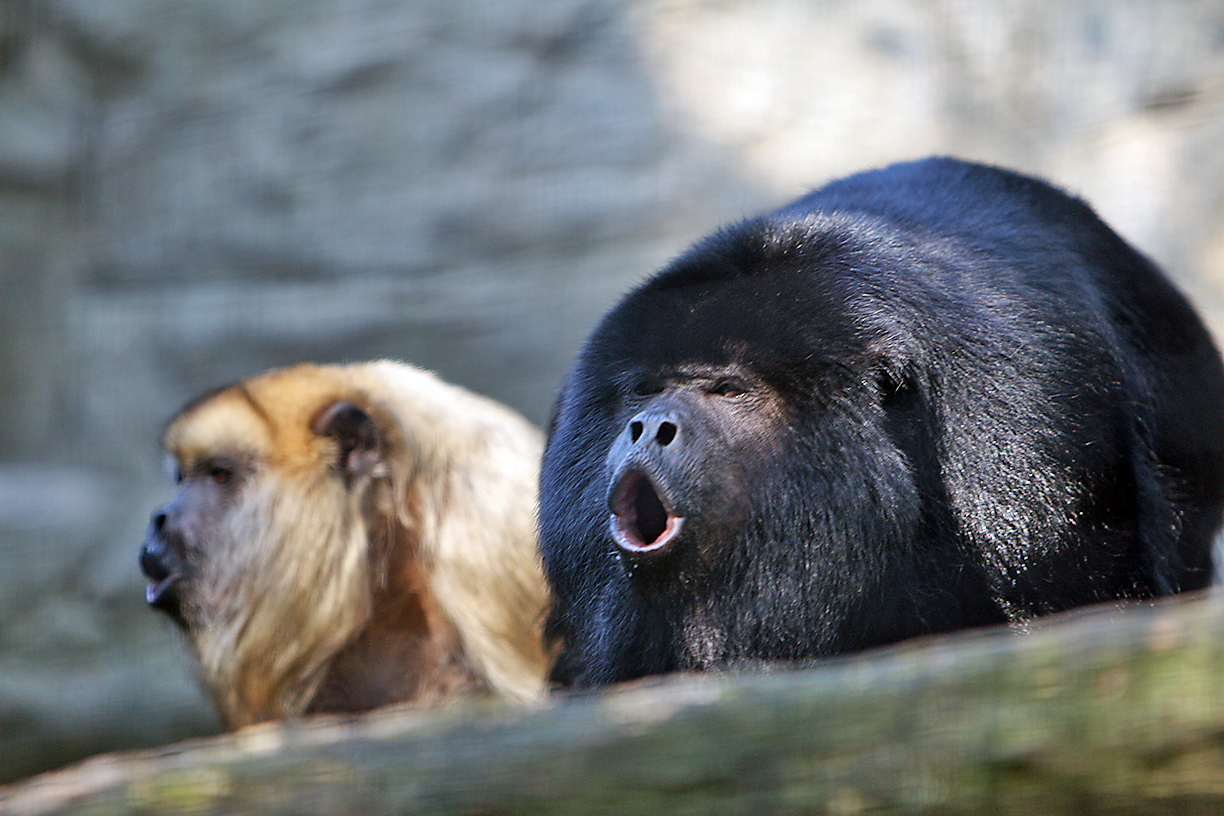
Schwarzer Brüllaffe
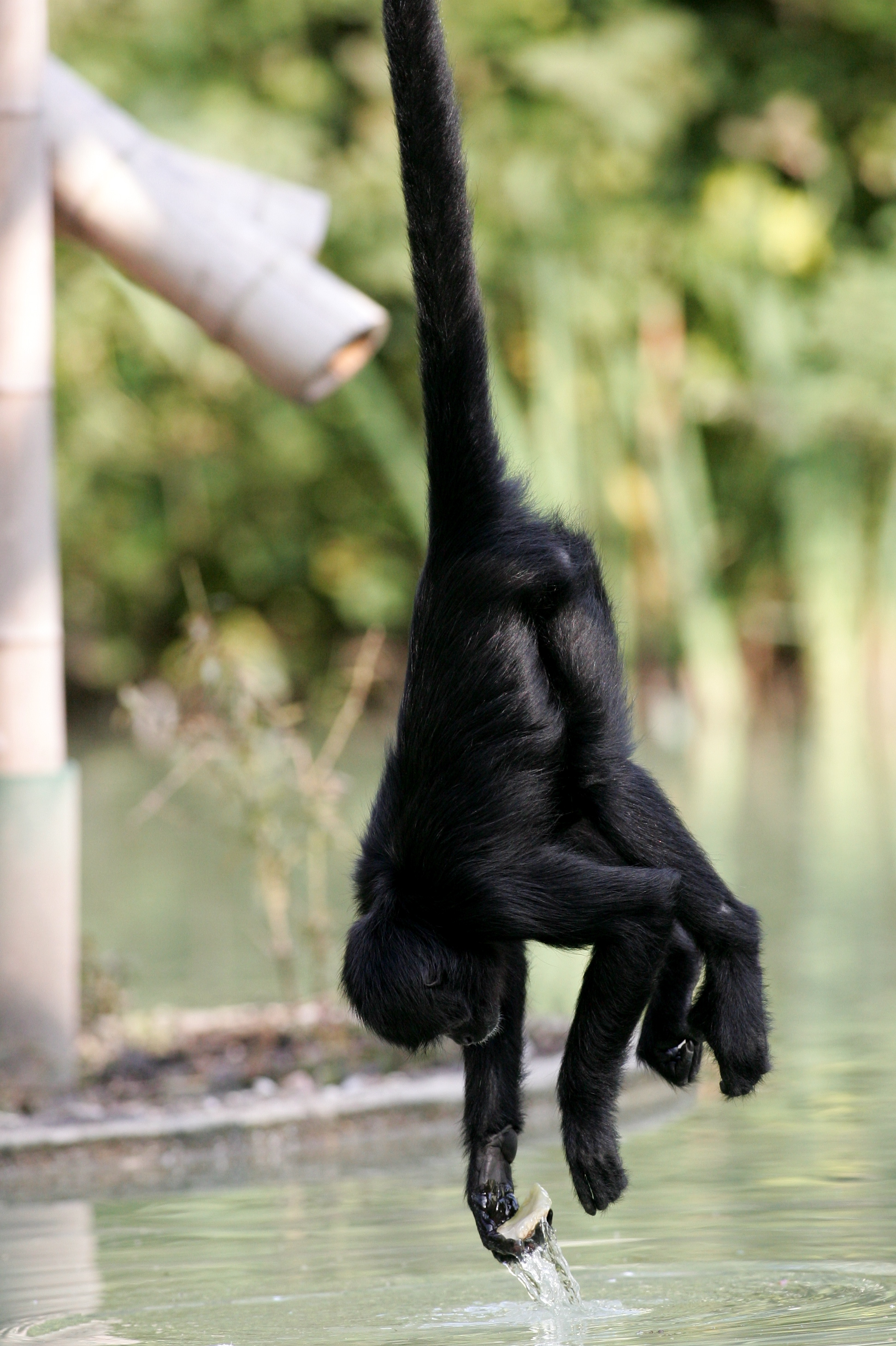
Braunkopfklammeraffe
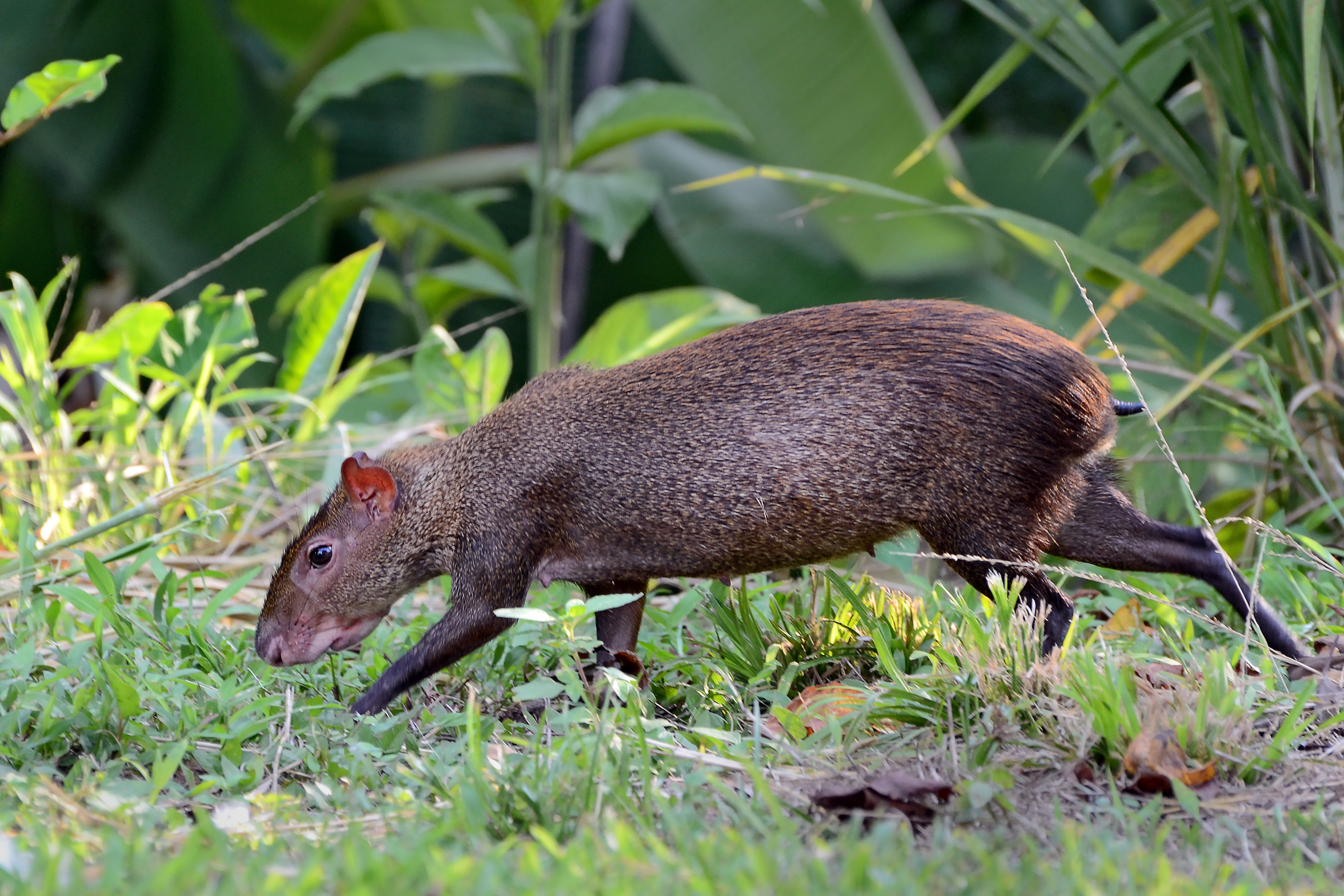
Mittelamerikanisches Aguti
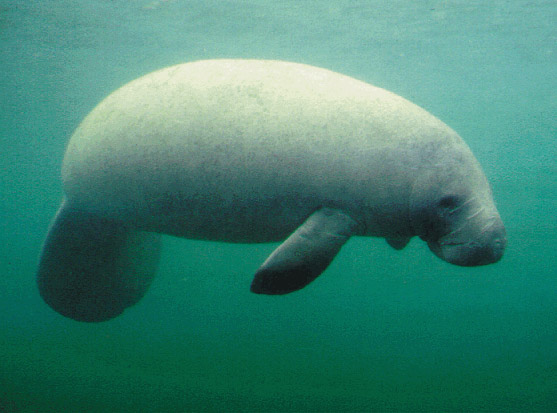
Karibik-Manati

## Geschichte
Archäologen haben in den Sümpfen bislang 19 Plätze entdeckt, die auf eine Besiedlung bereits um 1500 v. Chr. hinweisen. Es sind jedoch nur spärliche Überreste von (importierten?) Keramikscherben gefunden worden, da im Schwemmland der Pantanos keinerlei Steinmaterial ansteht.

## Bevölkerung
Obwohl es im Gebiet der Pantanos de Centla selbst keine größeren Ansiedlungen gibt – die Städte Puerto de Frontera (ca. 18.000 Einw.), Jonuta (ca. 15.000 Einw.) und Macuspana (ca. 7.000 Einw.) liegen außerhalb der eigentlichen Reservatszone – ist deren Inneres nicht gänzlich unbewohnt: Etwa 20.000 Angehörige der Stammesgruppe der Chontal-Maya überleben bereits seit Jahrhunderten hier – sie leben als Selbstversorger vom Fischfang und von etwas Mais- und Gemüseanbau. Ihre häuslichen Gerätschaften (Matten, Körbe etc.) stellten sie aus Gräsern, Schilf etc. selbst her – daraus hat sich ein touristischer Nebenerwerb entwickelt.

## Tourismus
Weite Gebiete der Pantanos de Centla sind touristisch erschlossen und können mit Ausflugsbooten befahren werden; entsprechende – meist einstündige – Touren werden angeboten. An der Küste des Golfs von Mexiko gibt es mehrere – nicht zum Naturschutzgebiet gehörende – kilometerlange Sandstrände; auch hier ist die touristische Infrastruktur (Straßen, Hotels, Restaurants etc.) vorhanden.